# Leszek Tylkowski
Leszek Tylkowski (ur. 31 października 1950 w Poznaniu, zm. 29 czerwca 2020) – polski trener i sędzia szermierczy.
W latach 1964–1970 trenował szermierkę w AZS Poznań, od 1970 był trenerem w tym klubie. Był także trenerem kadry narodowej mężczyzn oraz sędzią klasy związkowej Polskiego Związku Szermierczego. Od 1996 do 2020, był członkiem Zarządu Wielkopolskiego Okręgowego Związku Szermierczego w Poznaniu. Od 2007 był też członkiem Zarządu Organizacji Środowiskowej Akademickiego Związku Sportowego. W 2004 uzyskał tytuł fechmistrza.
Do jego wychowanków należeli m.in.: Witold Warzych, Norbert Jaskot, Bogna Jóźwiak, Katarzyna Kędziora i Jacek Huchwajda.
Zmarł po ciężkiej chorobie. Pochowano go 3 lipca 2020 na cmentarzu Miłostowo w Poznaniu.